# Невролингвистика
Невролингвистиката изучава (взаимо)отношенията език-главен мозък. Крайната цел е разбиране и обяснение на неврологичните основи на знанието и използването на езика. По-специално, изследванията в невролингвистиката се занимават следните въпроси:
1. идентификацията на специфични зони на главния мозък, които участват (са отговорни) за поведението на човека;
2. определението на взаимоотношението между нервни структури и процеси на паметта, вниманието и намеренията;
3. неврологичните основи на езиковото възприятие;
4. обяснението на механизмите на централната нервна система, които са отговорни за различни симптоми, свързани с езиковите патологии и за езиковото възстановяване, когато то е възможно и се случи.

Терминът е оригинално „изкован“, за да изрази интереса на учените, занимаващи се в областта на неврологията (особено невролози, патолози на речта, невропсихолози), с въпросите на езика. Едва много по-късно невролингвистиката привлича интереса на лингвистите. Може би пръв, който осъзнава потенциалната приложимост за лингвистичната теория на едно такова поле на научни изследвания, е Роман Якобсон.